# S/MIME
Secure/Multipurpose Internet Mail Extensions (S/MIME) ist ein Standard zur Verschlüsselung und Signierung von MIME-Objekten durch ein asymmetrisches Kryptosystem. S/MIME wird in Netzwerkprotokollen zur Absicherung in der Anwendungsschicht eingesetzt. Typische Einsatzfälle von S/MIME sind E-Mail, AS2 und viele weitere. S/MIME auf der Anwendungsschicht kann mit Transport Layer Security auf Transportschicht kombiniert werden.

## Funktion
RFC 1847 (1995) definiert zwei Content-Types für S/MIME. Das multipart/signed-Format zur Signierung einer E-Mail und das multipart/encrypted-Format zu deren Verschlüsselung. Eine E-Mail kann dabei nur signiert, nur verschlüsselt oder beiden Operationen unterzogen werden. Sowohl S/MIME (RFC 2633) als auch OpenPGP (RFC 2440), die beide erst später spezifiziert wurden, verwenden multipart/signed, wohingegen multipart/encrypted nur von OpenPGP verwendet wird. S/MIME definiert (auch) für Verschlüsselung den neuen Content-Type application/pkcs7-mime. S/MIME wird von den meisten modernen Mailclients unterstützt. Es erfordert X.509-basierte Zertifikate für den Betrieb.

### Multipart/Signed
Das Format enthält genau zwei Blöcke. Der erste enthält die Daten, inklusive des MIME-Headers, über welche die digitale Signatur erstellt wurde. Der zweite enthält die Informationen, um die Signatur zu überprüfen. Die Mail bleibt dadurch auch für E-Mail-Clients lesbar, die kein S/MIME unterstützen. Deshalb ist multipart/signed die empfohlene von mehreren möglichen S/MIME-Methoden.

### application/pkcs7-mime
Der Content-Type application/pkcs7-mime hat den optionalen Parameter smime-type, der die Art der Daten beschreibt (ohne dass sie dafür decodiert werden müssen): enveloped-data (Verschlüsselung), signed-data (Signatur), certs-only (Zertifikat). Außerdem zeigt der Dateiname des optionalen, aber erbetenen Headereintrags Content-Disposition die Art der Daten an: smime.p7m (signierte oder verschlüsselte Daten), smime.p7c (Zertifikat), smime.p7s (Signatur).
Ein Abschnitt mit verschlüsselten Daten enthält ebenfalls genau zwei Blöcke. Der erste enthält benötigte Informationen zur Entschlüsselung. Im zweiten Block sind die verschlüsselten Daten enthalten. Der Mailrumpf ist komplett verschlüsselt und kann somit nur vom vorgesehenen Empfänger gelesen werden. Damit ist auch ein Scannen auf Viren und Spam erst auf dem Endgerät möglich. Die Mailheader (auch der Betreff) sind dagegen weiterhin unverschlüsselt und sollten daher keine vertraulichen Informationen enthalten.
So sieht eine verschlüsselte Nachricht beispielhaft aus:
```
   Content-Type: application/pkcs7-mime; smime-type=enveloped-data;
           name=smime.p7m
   Content-Transfer-Encoding: base64
   Content-Disposition: attachment; filename=smime.p7m
```

```
   rfvbnj756tbBghyHhHUujhJhjH77n8HHGT9HG4VQpfyF467GhIGfHfYT6
   7n8HHGghyHhHUujhJh4VQpfyF467GhIGfHfYGTrfvbnjT6jH7756tbB9H
   f8HHGTrfvhJhjH776tbB9HG4VQbnj7567GhIGfHfYT6ghyHhHUujpfyF4
   0GhIGfHfQbnj756YT64V
```

Zur Verschlüsselung einer E-Mail muss der Absender den öffentlichen Schlüssel des Empfängers kennen, den er beispielsweise dem Zertifikat einer zuvor vom Empfänger erhaltenen signierten E-Mail entnehmen kann. Ein E-Mail-Client vereinfacht die Handhabung, indem er automatisch alle erhaltenen Zertifikate speichert.

### Klassifizierung der Zertifikate
Die Anbieter von Zertifikaten für sichere E-Mail-Kommunikation klassifizieren diese meist in vier auf einander aufbauenden Klassen:
- Klasse 1 – Nur die Echtheit der E-Mail-Adresse wird durch eine Zertifizierungsstelle (CA) bestätigt.
- Klasse 2 – Zusätzlich zur E-Mail-Adresse wird der dazugehörende Name (CN) in das Zertifikat mit aufgenommen, sowie ggf. die Organisation/Firma (OU).
- Klasse 3 – Die Daten der Klasse 3 werden mithilfe von Drittdatenbanken, Ausweiskopien, Handelsregisterauszügen etc. zusätzlich verifiziert.
- Klasse 4 – Bei Zertifikaten der Klasse 4 muss der Antragsteller sich zusätzlich persönlich ausweisen.

## Kostenlose Zertifikate
Manche Unternehmen und nichtkommerzielle Organisationen bieten kostenlose S/MIME-Zertifikate an. Es können dabei nach einer Registrierung mehrere Zertifikate erstellt werden, die aber erst nach einer gewissen Anzahl von Identitätsnachweisen den Namen beinhalten. Diese können durch Mitglieder in einem Web of Trust oder anderen vertrauenswürdigen Stellen wie Rechtsanwälten oder Wirtschaftstreuhändern erfolgen. Grundsätzlich zerstört eine Ausstellung von Zertifikaten durch Anbieter ohne Identitätsüberprüfung des Antragstellers den Grundgedanken des sicheren Informationsaustauschs zwischen zwei Computern im Netz. So ist es bei einigen Zertifikatsausstellern tatsächlich möglich, mit erfundenen Betreiberangaben ein Zertifikat für eine völlig fremde Website zu erhalten. Der Benutzer würde über ein Umleiten der Informationsübertragung beispielsweise durch den Browser nicht mehr informiert, wenn die Zertifizierungsstelle durch den Browserhersteller von vornherein als vertrauenswürdig eingestuft wurde.
CAcert, eine nichtkommerzielle, gemeinschaftsbetriebene CA (Certificate Authority), stellt kostenlose Zertifikate zur Verfügung. Sie ist jedoch in vielen E-Mail-Clients und Webbrowsern nicht in der Zertifikatsdatenbank als vertrauenswürdige Zertifizierungsstelle eingetragen. Ein Benutzer, der eine Verbindung zu einem Server mit CAcert-Zertifikat aufbaut oder eine E-Mail mit einem von CAcert signierten S/MIME-Zertifikat erhält, wird daher die Fehlermeldung erhalten, dass die Herkunft des Zertifikates nicht überprüft werden konnte (sofern CAcert nicht zuvor manuell als vertrauenswürdig im Programm eingetragen wurde).
Weiterhin werden kostenlose Zertifikate der Klasse 1 (teilweise mit reduzierter Gültigkeitsdauer unter einem Jahr, beispielsweise als Testzertifikat) von Firmen angeboten, welche im Gegensatz zu CAcert auch in den Zertifikatsdatenbanken gängiger Software als vertrauenswürdig gelistet werden. Diese kostenlosen S/MIME-Zertifikate sind jedoch uneingeschränkt funktionsfähig. Beispiele für diese meist für den Privatgebrauch gedachten Zertifikate sind:
- Deutsches Gesundheitsnetz (DGN)[5] (1 Jahr gültig, Klasse 1[6] – Achtung: „private-key“ wird vom Server generiert und ist damit dem Anbieter bekannt)
- ACTALIS S.p.A.[7] (1 Jahr Gültigkeit – Achtung: „private-key“ wird vom Server generiert und ist damit dem Anbieter bekannt)
- free secure email eID von WISeKey[8] (3 Monate Gültigkeit – Achtung: „private-key“ wird in manchen Konfigurationen vom Server generiert und ist damit dem Anbieter bekannt)
- Secorio S/MIME[9] (1 Monat Gültigkeit, verwendet Zertifikate von Comodo)
- GlobalSign als Free Trial PersonalSign 1 Certificate[10] (30 Tage Gültigkeit)
- Volksverschlüsselung (3 Jahre Gültigkeit, in gängigen Zertifikatsdatenbanken nicht als vertrauenswürdig gelistet[11], nur für privaten Gebrauch)

Außerdem ist es möglich, Nachrichten mit einem selbst signierten Zertifikat zu verschlüsseln. Dazu ist ein selbst erstelltes Stammzertifikat notwendig, das die eigene Zertifizierungsstelle repräsentiert. Damit können prinzipiell beliebige Zertifikate signiert werden. Alle Kommunikationspartner müssen jedoch zunächst dieses Stammzertifikat importieren und diesem vertrauen, bevor eine verschlüsselte Kommunikation möglich wird.
Mithilfe von SMIMEA ist es möglich, dass der Administrator der Domain ein (Stamm-)Zertifikat über DNS veröffentlicht und so die Beglaubigung übernimmt.

## Sicherheit Schlüsselerzeugung
Für die Nutzung von S/MIME-Zertifikaten zur Verschlüsselung und Signierung wird aufgrund des verwendeten Public-Key-Verschlüsselungsverfahrens ein Schlüsselpaar aus öffentlichem und privatem Schlüssel benötigt. Beide Schlüssel können durch einen Dienstleister erstellt werden. Die Erstellung des privaten Schlüssels durch den Dienstleister setzt das Vertrauen voraus, dass davon keine Kopie/Backup/Logdatei oder Ähnliches nach der Übergabe beim Dienstleister zurückbleibt. Seriöse Dienstleister Certificate Authorities (CAs) bieten stattdessen ein Verfahren an, bei welchem die Erstellung des privaten Schlüssels durch den Kunden erfolgt und zu keinem Zeitpunkt der CA übergeben werden muss. Der Kunde übergibt dazu „seinen initialen öffentlichen Schlüssel“ per Certificate Signing Request (CSR-Antrag) an die CA und die CA erzeugt das weltweit überprüfbare öffentliche Zertifikat.
Je nach Schutzbedarf kann der private Schlüssel und die CSR-Datei entweder bequem im Browser erzeugt werden über eine Website, welche die CA bereitstellt oder im anderen Extrem kann dies auf einem separaten Computer erfolgen, der nur für diesen Einsatzzweck beschafft und dafür genutzt wird und über Konsolen-Befehle bedient wird. Das finale öffentliche Zertifikat der CA wird oft per E-Mail zugestellt. Seriöse CAs bieten jedes von ihr erzeugte öffentliche Zertifikat in einem eigenen öffentlich zugänglichen Zertifikatsverzeichnis inklusive öffentliche Sperrliste an.
Für Organisationen, die sehr viele S/MIME-Zertifikate benötigen, bieten die CAs auch besondere Zertifikatsmanager-Verwaltungsprogramme an, mit denen, auch bei erhöhtem Schutzbedarf, der Verwaltungsaufwand sinkt.

## Sicherheit S/MIME bei E-Mail
Zur Sicherheit der signierten und verschlüsselten Kommunikation per E-Mail mittels S/MIME und PGP wurden 2018 und 2019 von einer Gruppe von deutschen Sicherheitsforschern diverse Studien durchgeführt:
- Das kryptografische Verfahren ist weiterhin sicher, aber die Umsetzung als Protokoll S/MIME weist einige konzeptionelle Schwächen auf durch gewisse optionale Varianten. Diese Schwächen wurden unter dem Schlagwort Efail in der Öffentlichkeit diskutiert. Mit RFC 8551[14] wurden die Änderungsvorschläge aufgegriffen als S/MIME 4.0 und Efail wird auch namentlich im RFC erwähnt.
- 2019 wurden diese Studien um die Fragestellung erweitert, inwieweit sich handelsübliche E-Mail-Software bei der Signaturprüfung auf der Seite des Empfängers austricksen lässt, wenn die Signatur per S/MIME mal als CMS oder mal auf dem Anhang angewendet wird oder eine E-Mail zwei Signaturen enthält. Die Forscher haben die Sicherheitslücken im Rahmen von Responsible Disclosure den Herstellern mitgeteilt, die so noch vor der Veröffentlichung Sicherheitsupdates für die benannten Probleme bereitstellen konnten.[15][16]

Grundsätzlich kann S/MIME nur bei konsequentem Einsatz von sowohl Verschlüsselung als auch Signatur angemessene Sicherheit gewährleisten. Verschlüsselte, unsignierte E-Mails können weder garantieren, dass der Inhalt der E-Mail nicht verändert wurde, noch dass alle Empfänger den gleichen Inhalt sehen. Letzteres ist darauf zurückzuführen, dass S/MIME kein Key Commitment hat, d. h., der Empfänger kann nicht überprüfen, ob er den „richtigen“ Schlüssel hat. Dies ermöglicht die Erstellung verschlüsselter E-Mails, die abhängig vom verwendeten Schlüssel zu unterschiedlichen Nachrichten entschlüsselt werden.

## Alternativen
Als Alternative zu S/MIME kann auch PGP bzw. OpenPGP unter Verwendung einer Public-Key-Infrastruktur (PKI) eingesetzt werden. Die beiden Verfahren sind allerdings nicht kompatibel, auch wenn sie teilweise die gleichen Verschlüsselungsverfahren einsetzen, da sie unterschiedliche Datenformate verwenden. Üblich sind hier PGP/INLINE oder PGP/MIME. Mit Pretty Easy privacy soll der Einsatz von S/MIME oder PGP automatisiert und somit massiv vereinfacht werden.

## Normen und Standards
S/MIME wird fortwährend weiterentwickelt:
- RFC: 2311 – S/MIME Version 2 Message Specification. 1998 (veraltet, englisch).
- RFC: 2633 – S/MIME Version 3 Message Specification. 1999 (veraltet, englisch).
- RFC: 3851 – Secure/Multipurpose Internet Mail Extensions (S/MIME) Version 3.1 Message Specification. 2004 (veraltet, englisch).
- RFC: 5751 – Secure/Multipurpose Internet Mail Extensions (S/MIME) Version 3.2 Message Specification. 2010 (veraltet, englisch).
- RFC: 8551 – Secure/Multipurpose Internet Mail Extensions (S/MIME) Version 4.0 Message Specification. 2019 (englisch).

Zusätzlich gibt es eine weitere S/MIME-Reihe, die sich mit dem Zertifikatshandling und Sperrlisten beschäftigt:
- RFC: 2632 – S/MIME 3.0 Certificate Handling. 1999 (veraltet, englisch).
- RFC: 3850 – S/MIME 3.1 Certificate Handling. 2004 (veraltet, englisch).
- RFC: 5750 – S/MIME 3.2 Certificate Handling. 2010 (veraltet, englisch).
- RFC: 8550 – S/MIME 4.0 Certificate Handling. 2019 (englisch).